# Grammothele subargentea
Grammothele subargentea är en svampart som först beskrevs av Speg., och fick sitt nu gällande namn av Rajchenb. 1983. Grammothele subargentea ingår i släktet Grammothele och familjen Polyporaceae.   Inga underarter finns listade i Catalogue of Life.